# Tetrix baoshanensis
Tetrix baoshanensis is een rechtvleugelig insect uit de familie doornsprinkhanen (Tetrigidae). De wetenschappelijke naam van deze soort is voor het eerst geldig gepubliceerd in 1999 door Zheng, Wei & Liu.